# Physikalische Geodäsie
Die physikalische Geodäsie umfasst jene Teilgebiete der höheren Geodäsie, bei denen physikalische Aspekte gegenüber geometrischen in den Vordergrund treten.
Ihre Hauptaufgaben sind die Bestimmung der Erdfigur sowie die Messung und Modellierung des Erdschwerefeldes. Die Methodik kann zwei- oder dreidimensional sein (Skalar- oder Vektorfeld der Erdbeschleunigung).
Im Bereich der Forschung trägt die physikalische Geodäsie zu Erkundung des Erdinneren bei (z. B. Dichte von Gesteinsschichten), aber auch zum Schwerefeld und den Störungen von Satellitenbahnen. Manche Themen überschneiden sich mit denen der Geophysik.
Die Kenntnis über das Schwerefeld ist für die Praxis der Vermessung von Bedeutung, weil fast alle geodätischen Messungen mit dem Schwerefeld verknüpft sind. Beispielsweise werden die Messinstrumente vor der Messung entlang der wahren Lotlinie horizontiert, die prinzipiell von allen Massen in der Umgebung beeinflusst wird und daher bei näherer Betrachtung irregulär verläuft.
Die Differenzen zwischen Realität und einem einfachen mathematischen Modell zeigen sich z. B. in der Abweichung der wahren Lotlinie von der Ellipsoidnormalen, der Lotabweichung (ξ, η, engl.: vertical deflection). In der Gravimetrie wiederum werden die Störungen in Form von Schwereanomalien (Δg, gravity anomalies) angegeben.
Lotabweichung und Schwereanomalie können im Gebirge eine Größenordnung von 10 bis 50″ bzw. einige {\displaystyle 10^{-4}} erreichen. Auf ein Vermessungsnetz in rauem Gelände wirken sich diese Effekte des Schwerefeldes und der Geoidundulationen mit bis zu 20 cm pro Kilometer aus. Seit etwa 1995 strebt man das Zentimeter-Geoid an, weil sonst die zunehmenden GPS-Vermessungen nicht mit terrestrischen Höhenmessungen kombinierbar wären.  
Die Berechnungen der Vermessungspunkte müssen von diesen Unregelmäßigkeiten abstrahieren – also die Störungen „reduzieren“ – indem sie auf mathematisch definierten Flächen und Körpern wie Ebene, Kugel oder Rotationsellipsoid ausgeführt werden. Die Reduktion kann nur dann entfallen, wenn das Vermessungsgebiet kleiner als einige hundert Meter ist und nicht im Hochgebirge liegt.